# Schizocosa tenera
Schizocosa tenera là một loài nhện trong họ Lycosidae.
Loài này thuộc chi Schizocosa. Schizocosa tenera được Ferdinand Karsch miêu tả năm 1879.